# Dolný Bar
Dolný Bar (maďarsky Albár) je obec na Slovensku v okrese Dunajská Streda, v centrální části Žitného ostrova, který je částí Podunajské nížiny. Leží 5 km jihovýchodně od Dunajské Stredy.

## Historie
První písemná zmínka pochází z roku 1244, kdy byla obec zmíněna jako Baar. V roce 1828 zde bylo 10 domů a žilo 89 obyvatel, jejichž hlavním zdrojem příjmů bylo zemědělství. V letech 1938 až 1945 byla obec na základě první vídeňské arbitráže připojena k Maďarsku.

## Obyvatelstvo
Při sčítání lidu v roce 2011 měl Dolný Bar 597 obyvatel, z toho 468 Maďarů, 119 Slováků, 4 Čechy a 3 Moravany. Jeden obyvatel uvedl jinou národnost a 2 obyvatelé neodpověděli.[zdroj⁠?!]

## Pamětihodnosti
- Římskokatolický kostel sv. Anny z roku 1822, jednolodní klasicistní stavba se segmentovým ukončením presbytáře a věží tvořící součást její hmoty, z roku 1822. Stojí na místě barokní kaple z roku 1772, jejíž část zdí byla využita ke stavbě kostela. Obnovou prošel v roce 2002. Barokní obraz sv. Anny byl dříve součástí hlavního oltáře. Lavice jsou barokně klasické z období kolem roku 1800. Křtitelnice pochází z doby vzniku kostela.[3]
- Zámeček v neoklasicistním stylu (19. století).

## Osobnosti
- Oleg Pastier, básník

## Hospodářství
V roce 2010 zde na ploše 2,6 ha zahájila činnost fotovoltaická elektrárna.

## Doprava
Dolný Bar leží na silnici I/63 z Bratislavy do Komárna. Je zde stejnojmenná zastávka na železniční trati Bratislava – Komárno.